# Colônia Africana

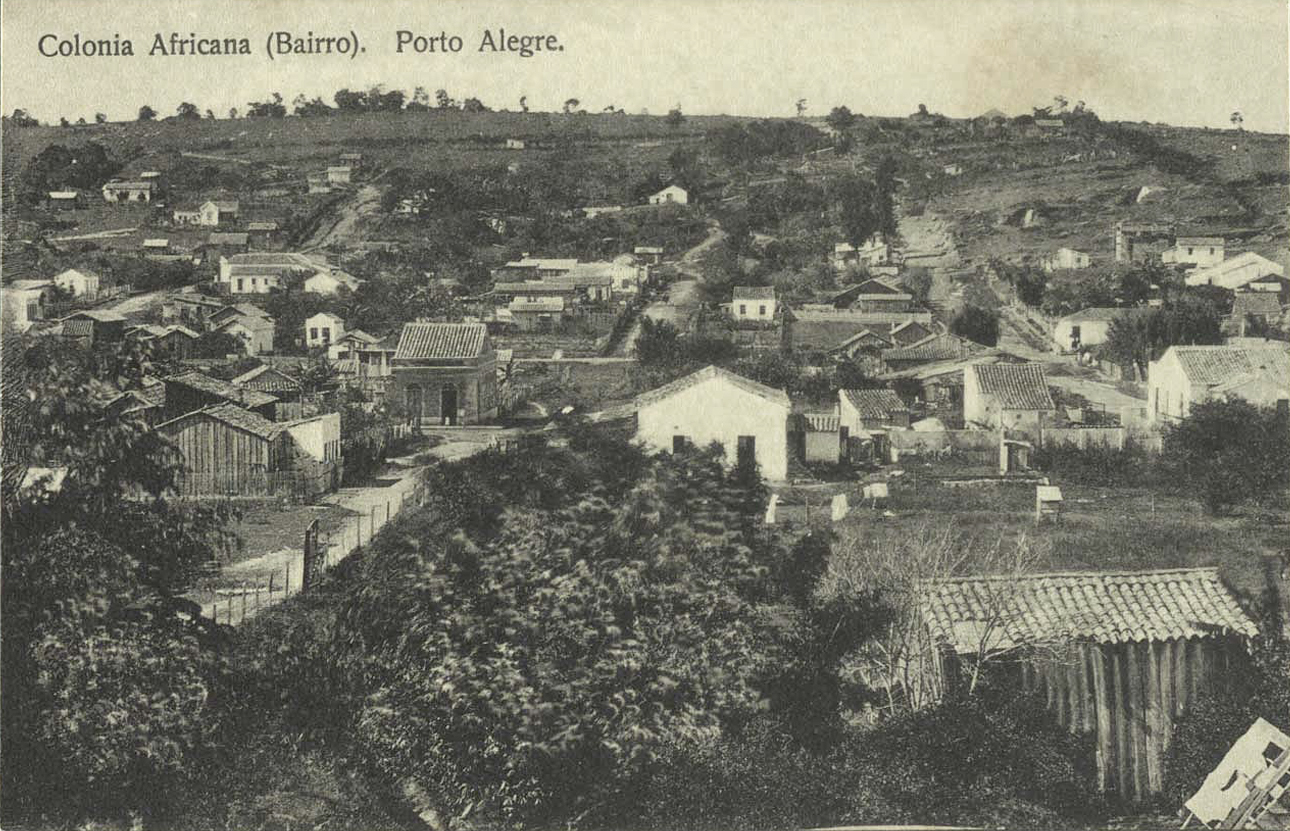
Vista parcial da Colônia Africana em torno de 1910

A Colônia Africana foi um antigo território negro da cidade brasileira de Porto Alegre, situado originalmente no atual Bairro Rio Branco, expandindo-se numa fase tardia para o Bairro Mont'Serrat. Surgindo a partir de 1884 como ponto de fixação de ex-escravos, formou uma comunidade pobre e marginalizada, mas social e culturalmente dinâmica, florescendo sobre uma base principalmente negra até os anos 1930, quando começou a se descaracterizar com o crescente influxo de imigrantes brancos. Uma série de outros fatores contribuiu para que a área fosse progressivamente branqueada e gentrificada, incluindo pressão do poder público, especulação imobiliária, discriminação racial e conflitos internos. 
Hoje o Bairro Rio Branco é uma das zonas mais valorizadas da cidade, e a história da antiga Colônia Africana, que foi largamente apagada, vem sendo recentemente resgatada por pesquisadores, memorialistas e jornalistas como parte de um movimento pelo direito ao conhecimento, à memória e à identidade e de valorização do patrimônio afro-gaúcho, sendo também incluída no itinerário do Museu de Percurso do Negro em Porto Alegre e em atividades escolares.

## Origens

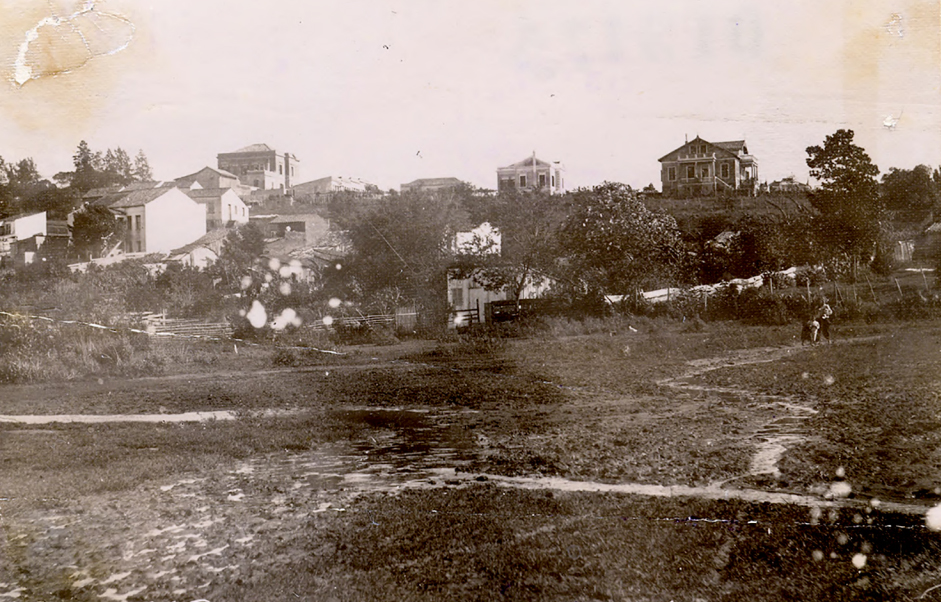
Vista parcial do início da formação da Colônia Africana, fim do século XIX. No topo da colina ainda são visíveis algumas sedes de chácaras rurais das abastadas famílias proprietárias

A Colônia Africana começou a ser formada com a abolição da escravatura localmente em 1884, quatro anos antes da assinatura da Lei Áurea, quando ali começaram a se reunir ex-escravos. Ela fez parte da formação de um "cinturão negro" em torno do centro urbanizado da cidade no período pós-abolição. A área da Colônia Africana era então um lugar relativamente distante do centro, ainda rural e parcialmente coberto de mata, situado entre os arraiais São Manoel e São Miguel, em terras que pertenciam às famílias Mariante e Mostardeiros, que ali haviam instalado chácaras para produção de hortigranjeiros, usando mão-de-obra escrava. Seu acesso principal se dava pelo antigo Caminho do Meio, hoje a Avenida Protásio Alves.
O seu território original equivalia aproximadamente à área delimitada pelas atuais ruas Ramiro Barcelos, Mostardeiro, Avenida Protásio Alves e o Morro do IPA, mas essa geografia é um tanto incerta, havendo descrições diferentes. O fato é que a Colônia cresceu significativamente ao longo dos anos, seus limites nunca foram muito precisos e a população negra foi migrando lentamente em direção aos altos do Morro do IPA e o Bairro Mont'Serrat quando as partes mais baixas começaram a ser tomadas por imigrantes brancos.

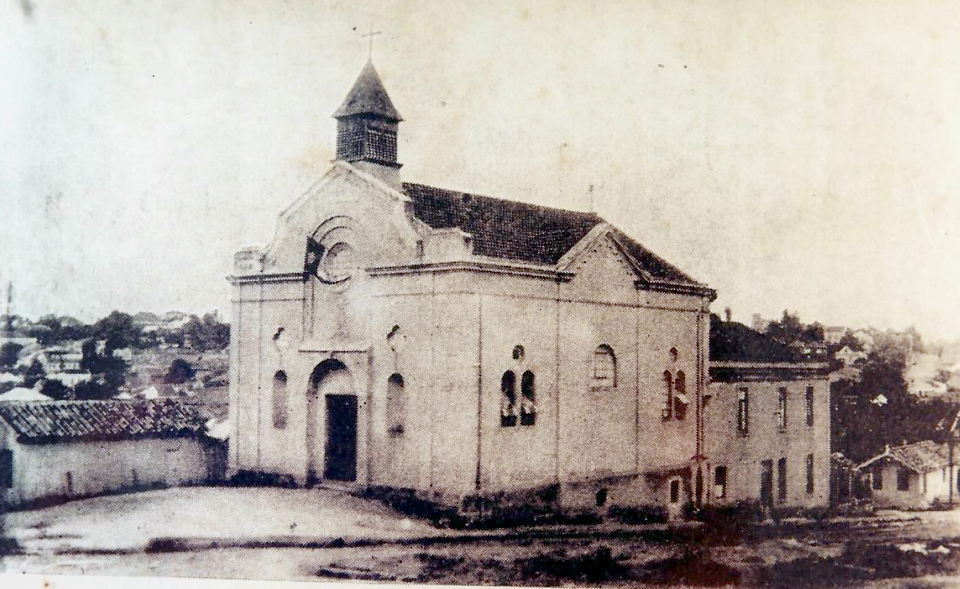
A Igreja de Nossa Senhora da Piedade em 1918

Os antigos escravos das famílias proprietárias foram os primeiros habitantes permanentes da Colônia, estabelecendo-se nos barrancos existentes nos fundos das chácaras, sendo logo acompanhados por outros libertos e também por alguns integrantes do proletariado urbano que vinha sendo expulso do centro. Em 1888 apareceu pela primeira vez num mapa oficial da cidade, já tendo cinco ruas, e poucos anos depois sua denominação já estava consagrada na imprensa. Em 1889 foi iniciada a construção de uma igreja dedicada a Nossa Senhora da Piedade, em terreno doado por Polidório Mariante, uma tentativa da Igreja Católica de afastar a população negra dos cultos de matriz africana e do espiritismo. Um pequeno grupo já se declarava católico nesta época. Devido ao acesso difícil, a construção se arrastou por muitos anos. As tentativas dos primeiros padres em catequizar a população não católica não foram bem recebidas. Os habitantes se ocupavam todos em ofícios humildes, como os de carroceiro, biscateiro, criada, engomadeira, sapateiro, cangueiro, lavadeira, cozinheira, servente, serrador, vivendo em sua maioria em casebres rústicos e precários, embora houvesse algumas residências mais bem aparelhadas e sólidas.
A escravidão fora extinta, mas o preconceito não, e devido à prevalência de negros pobres, não demorou que a Colônia ganhasse má fama como zona perigosa, infestada de marginais, sendo repetidamente desmerecida na imprensa. Uma notícia em A Federação de 1895 dizia que a Colônia já era então "célebre" pelos tumultos, roubos e brigas que lá ocorriam com frequência, e em notícia da Gazeta da Tarde de 1896 era dito: "Um tenebroso inferno assemelha-se a famosa Colônia Africana, antro de vagabundos e desordeiros, que por ali pintam o caneco. Não há dia em que não role
o pau por certas tabernas ali situadas, onde se juntam os avinhados heróis do cacete e da faca". Outras notícias enfatizavam o perigo que a Colônia representava para os "cidadãos de bem" da cidade e a necessidade de repressão policial ou expulsão. A existência de vários terreiros e mães-de-santo era outro motivo de críticas, em um período em que os cultos africanos eram perseguidos.

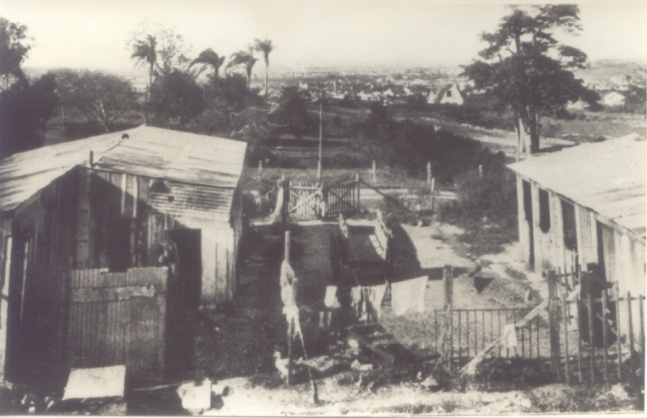
Habitações da Colônia em torno de 1920

Em 1896 a área foi posta sob a jurisdição do 3º Distrito Policial, sendo instalada uma delegacia, em 1898 já era um arraial e as habitações estavam sujeitas ao pagamento de imposto predial, no mesmo ano parte do seu território foi incorporado à zona urbana oficial, e em 1900 havia uma aula pública. No início do século XX a Colônia já estava sendo loteada por companhias privadas e recebia algumas melhorias de infraestrutura, calçando algumas ruas, recebendo iluminação pública em alguns trechos. Em 1910 foi criada a paróquia e em 1913 foi inaugurada a igreja, que deu origem a diversas irmandades e associações, como a Pia União das Filhas de Maria, a Liga do Menino Jesus, a Pia Associação dos Tabernáculos e outras, frequentadas por uma população mista. Em 1915 foi fundado o Colégio de Nossa Senhora da Piedade. Também apareciam algumas figuras que se destacavam e conquistavam algum prestígio e um padrão de vida um pouco melhor, como Abel de Souza, que se tornou tipógrafo e revisor de vários jornais importantes, ou Veridiano Farias, professor de música e médico.
Apesar da baixa reputação da área, operários e artesãos brancos, em sua maioria imigrantes europeus de diversas procedências, começavam a se fixar na região, especialmente as partes mais baixas e próximas do centro, abrindo pequenas oficinas e mercados. Também chegavam alguns judeus. Iniciava uma fase de progressiva descaracterização como território negro, e começavam a se verificar conflitos entre negros e brancos e deslocamento da população negra. A comunidade crescia rápido mas permanecia pobre. Em 1906 eram registrados ali 437 cortiços, e em 1914 o número havia saltado para 742. Em 1912 o nome Bairro Rio Branco é usado pela primeira vez em documentos oficiais, mas essa denominação por muito tempo não prevaleceu.

## Transformação

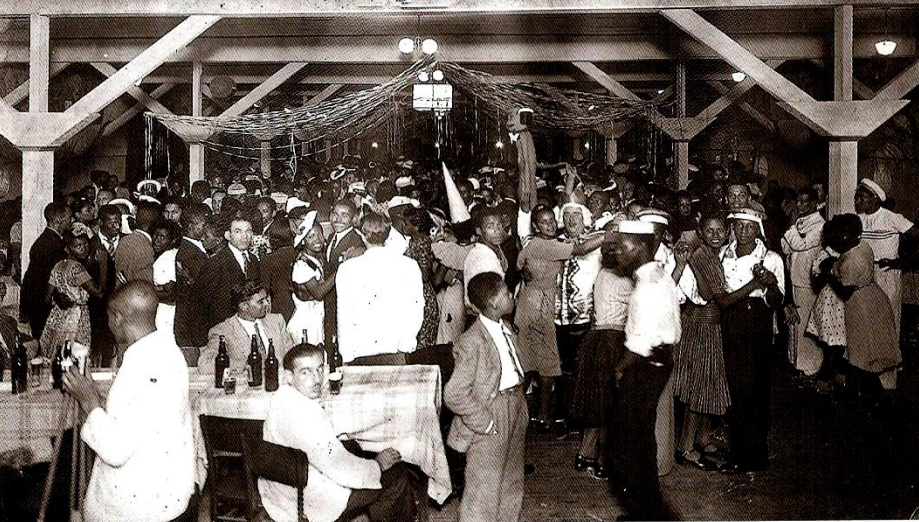
Festa no Salão Modelo da Colônia Africana em torno de 1920

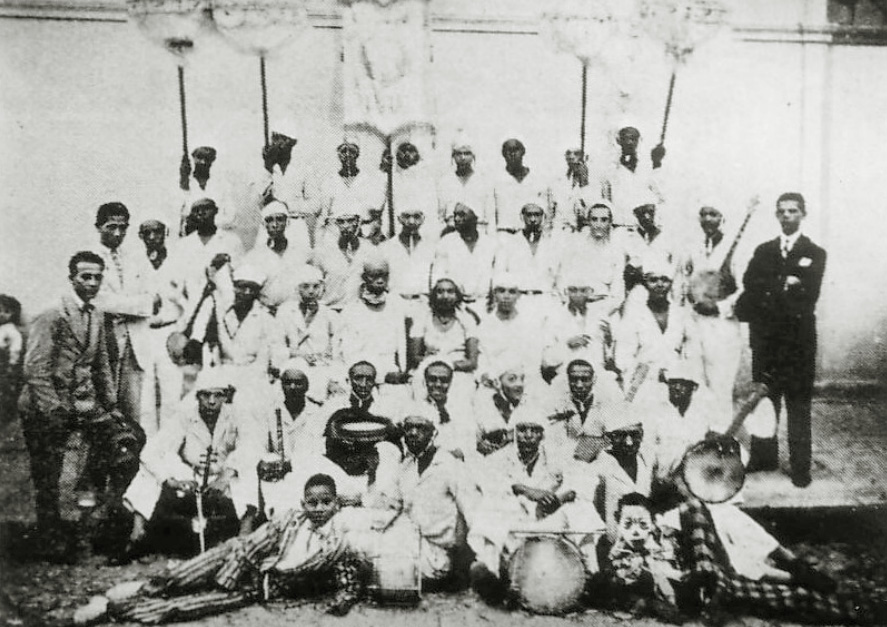
Bloco carnavalesco Os Turunas em 1931

A memória da antiga escravidão permanecia viva na Colônia, e criou-se uma rede de solidariedade interna entre a população negra, que foi fortalecida através da religião que compartilhavam. Embora muitos se dissessem católicos, em sua maioria o faziam como meio de ganhar mais aceitação social, continuando a frequentar ao mesmo tempo os cultos africanos, que eram a devoção amplamente majoritária dos negros. Essa solidariedade produziu sistemas de auto-organização, possibilitando um crescimento social e cultural e o surgimento de diversas sociedades de assistência mútua, empenhadas na alfabetização de seus sócios, formação de uma agenda cívica, organização de festividades religiosas e auxílio social e financeiro. Muitos eventos festivos assumiam um definido caráter de valorização coletiva da identidade negra, e não era raro que incorporassem integrantes de outros territórios negros de Porto Alegre, havendo várias vias de comunicação e intercâmbio entre eles.
Nos anos 1920 uma comunidade já estava bem consolidada, dotada de uma cultura peculiar, fortemente marcada pela herança negra, manifesta em gírias, culinária, música, festividades, artesanato, religião, medicina caseira, formas de brincadeiras infantis, repertório de lendas, articulando uma identidade própria. Vários blocos carnavalescos se formaram nesta época, como Os Turunas, Os Prediletos e Aí Vem a Marinha, bem como clubes sociais como a Sociedade Bailante Orgulho da Colônia, um nome que denotava um caráter afirmativo, além de escolas de samba, grupos culturais e esportivos. Nos bailes organizados no Salão Modelo (também conhecido como Salão do Rui), que se tornou notório em toda a cidade, desfilava uma sociedade negra culta e bem trajada, que elegia sua Rainha, se entretinha ao som de grandes orquestras e assistia a apresentações de nomes nacionais como Grande Otelo, Horacina Corrêa, Dalva de Oliveira, Herivelto Martins, Orlando Silva e Francisco Alves.

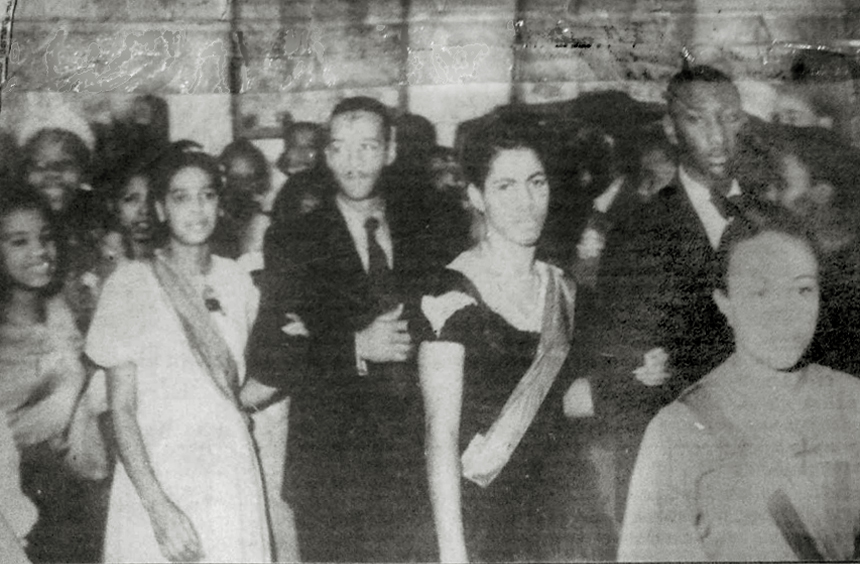
Baile no Salão Modelo na década de 1930

Entre as décadas de 1920 e 1930 a Colônia mudou muito, melhorando sua infraestrutura e se tornando um pouco mais respeitável na visão da imprensa branca. Era uma fase em que avançava o processo de loteamento e os administradores da capital se empenhavam em um programa de modernização em larga escala. Especificamente na Colônia, o vigário da Igreja de Nossa Senhora da Piedade, cônego Mathias Wagner, no livro que escreveu sobre a história da igreja, reivindicou a autoria de vários melhoramentos no urbanismo e saneamento através de insistentes apelos à Intendência, mas Eduardo Kersting questionou a sua versão: "Isso não quer dizer que as mudanças se devam exclusivamente à atuação particular daquele vigário, antes, pelo contrário: elas só foram possíveis porque já existia uma população que já se achava bastante forte e com o direito de exigir mudanças da administração municipal, sendo que o cônego teve, provavelmente, um papel imprescindível como um porta-voz privilegiado e insistente das reivindicações daqueles moradores junto à Intendência". De qualquer forma, a Colônia de modo geral permanecia uma zona bastante pobre. Um repórter do Correio do Povo visitou o lugar em 1928 referindo que as ruas eram esburacadas e as habitações eram extremamente precárias, sendo "uma das mais tristes favelas porto-alegrenses", mas segundo Tiago Rech essas narrativas muito pessimistas devem ser relativizadas, havendo outros relatos indicando pobreza, mas não tão aguda, mostrando em vez "um lugar simples, mas nem por isso precário".
Enquanto a Colônia crescia, também aumentavam os problemas. Nestas décadas Porto Alegre já havia se expandido muito e a Colônia Africana havia ficado ilhada entre zonas brancas cada vez mais valorizadas. Pressões da administração pública com seus planos de melhoramentos e higienização urbana e desmantelamento dos cortiços, aumento dos impostos e dos aluguéis, normas mais exigentes para construção de casas, a atividade da polícia e da Igreja reprimindo algumas práticas culturais e religiosas como o carnaval e o batuque, avanço da especulação imobiliária, a persistência do preconceito e discriminação, determinaram uma progressiva expulsão da população negra para as periferias, onde sua situação piorava, pois lá ainda não havia nenhuma infraestrutura. Esse processo foi facilitado para as autoridades porque a maioria dos habitantes originais da Colônia havia ocupado o território irregularmente e não tinha título de propriedade.

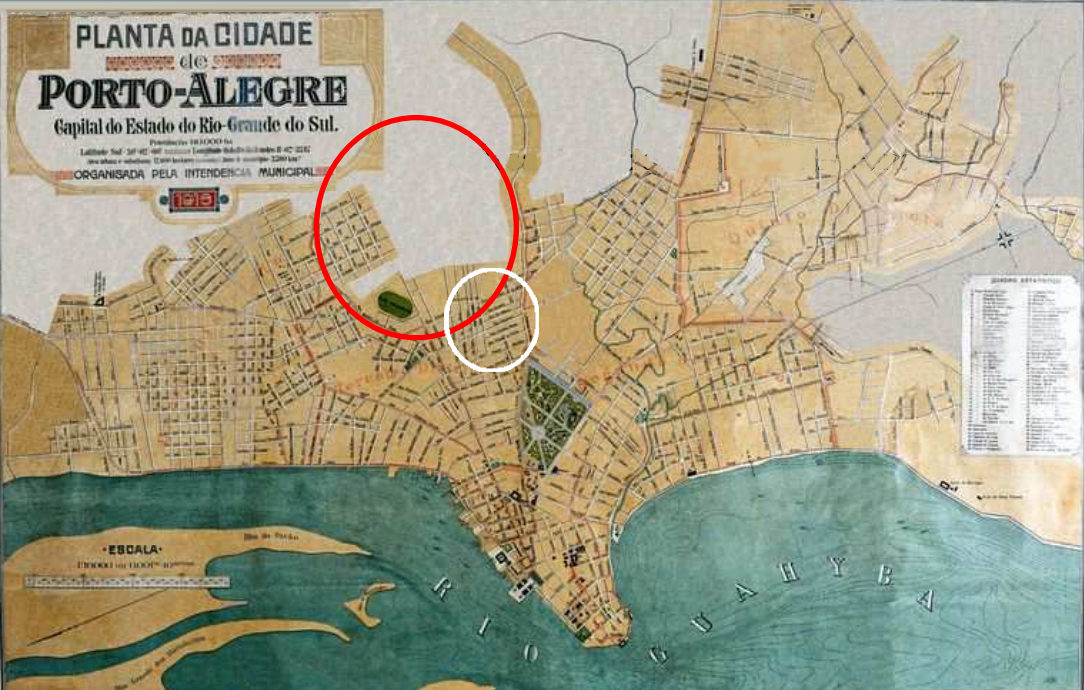
Mapa da cidade de Porto Alegre em 1916. No círculo branco, localização original da Colônia Africana. No círculo vermelho, área de fixação principal dos expulsos

Não menos importante nessa transformação foi o afluxo de novos residentes brancos, que vinha ocorrendo desde o início do século em proporções sempre crescentes, acentuando os conflitos inter-raciais e as disputas por espaço de habitação. Nas palavras do pesquisador Marcus de Freitas Rosa, "o fato de eles compartilharem a vala comum da pobreza não significou que iriam ter boas relações — o critério da cor era determinante. [...] Visitas do Departamento de Inspeção Sanitária faziam parte do cotidiano. Era literalmente receber a notificação e ser espancado por não desapropriar o terreno. É um período em que todos os cortiços da cidade e todas as moradias pobres estão sendo perseguidos pelo poder público e pela polícia". Por outro lado, Eduardo Kersting refere que a composição da nova população imigrante era heterogênea e parte dela era mais abonada do que a média local, e tinha a capacidade de pressionar pela compra de terrenos, adicionando o fator econômico aos conflitos inter-raciais. E à medida que a terra ia sendo perdida, a rede social se fragmentava, marcos simbólicos do antigo território negro como os terreiros iam sendo suprimidos, e acelerava-se a dissolução da cultura.
Na década de 1940 já pouco restava da sua caracterização original. Em 1959 seu nome foi mudado em caráter oficial para Bairro Rio Branco, que já vinha sendo usado desde a década de 1910. Com a instituição do projeto Remover Para Promover pela Prefeitura, na década de 1960 a maior parte da população negra remanescente abandonou a área ou foi removida e os últimos traços da Colônia negra se apagaram. Essa população desterritorializada se fixou principalmente no Bairro Mont'Serrat e em um trecho do Bairro Petrópolis. A área foi completamente gentrificada e hoje é extremamente valorizada, não guardando mais nenhuma evidência física da sua existência original como território negro.

## Legado

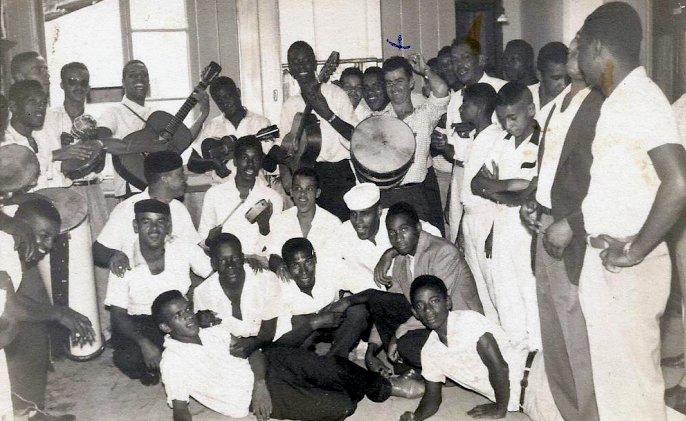
Uma festa doméstica na Colônia Africana, em torno de 1935

A Colônia Africana teve sua história praticamente apagada das narrativas oficiais, e quando aparecia era negativamente. Notícias na imprensa entre as décadas de 1960 e 1980 ainda faziam referência à antiga Colônia como zona perigosa, cheia de marginais, vagabundos e criminosos. Seus antigos moradores, contudo, têm lembranças diferentes, às vezes cheias de nostalgia, ressaltando o convívio familiar, as brincadeiras de criança, as festividades, a existência de uma cultura rica e pulsante, uma tradição africana muito forte e uma sociabilidade intensa, mesmo através dos muitos desafios que se apresentaram, e depois de colher muitos depoimentos, Alexandre Silveira disse que "nos deparamos com nosso preconceito e porque não dizer espanto, percebendo que existia outra história da Colônia Africana, um 'lado B' não oficial, mas que está muito vivo nas memórias daqueles que lá viveram", memórias "de alegria e união" que legaram aos seus descendentes, "mas que não foram suficientes para lhes protegerem contra o preconceito racial que os segrega". Tiago Rech também coletou muitos relatos, e disse: "Nenhum dos entrevistados relatava a história da Colônia Africana como ruim, nefasta, ao contrário das notícias dos jornais, que expunham apenas as notícias sobre roubos, furtos, brigas, etc. que ocorriam no local, num processo de destruição simbólica da mesma. Os valores praticados na Antiga Colônia Africana eram de um tempo de esperança, de fim da escravidão, de um recomeço".

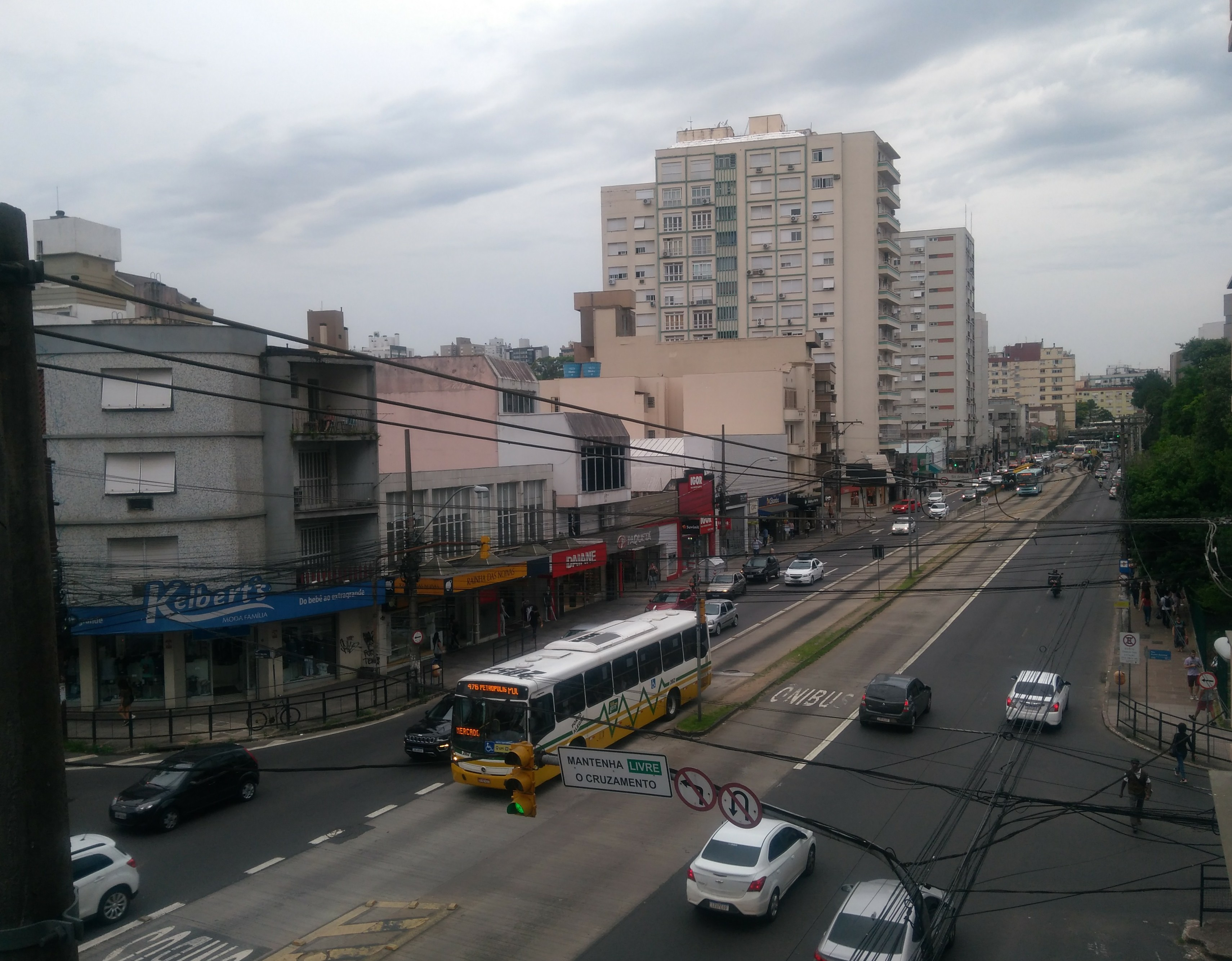
Vista recente da margem sul da antiga Colônia Africana, junto à Avenida Protásio Alves, 2019

A história da Colônia tem sido resgatada em vários trabalhos acadêmicos, reportagens jornalísticas e atividades escolares. Para Ana Paula de Carvalho, esse resgate é importante, pois torna possível o diálogo e a sensibilização de um público mais amplo em relação à história da cidade e da expulsão dos negros dos bairros centrais para a periferia, e o nome Colônia Africana, que foi atribuído pelos brancos de forma pejorativa, ressurge como âncora de memórias e símbolo de identidade. Uma ligação com a Colônia foi uma das principais bases do pleito para o reconhecimento oficial do Quilombo urbano da Família Silva. Para Manoel Ávila da Silva, a história da Colônia pode ser entendida como parte de uma história maior do negro e sua relação com a cidade, e "reconhecer isso é uma forma de retomarmos a cidade dessa relação dura, fria e seca com o capital e recompô-la, transformá-la em uma paisagem humanizada". Segundo Karitha Soares, depois do doloroso processo de branqueamento da região e de estigmatização da população negra, a mudança de nome colocou a "pá de cal" sobre a sua história: "Onde existiu parte da Colônia Africana hoje corre um Rio Branco". Para ela a história da Colônia Africana hoje se integra em um movimento que "luta pelo resgate da memória e a valorização do patrimônio afro-gaúcho, retomando os percursos dos negros e negras que ocuparam a área central da capital, onde criaram maneiras singulares de se re-territorializar, ou seja, ressignificando lugares, criando redes de parentesco, comunidade e solidariedade".
A partir de 2008 a Prefeitura manteve uma linha de ônibus com um itinerário turístico-histórico passando pelos territórios negros da capital, incluindo a área da antiga Colônia Africana, que teve muita procura pelo público. Foi descontinuado em 2017, mas em 2022 foram iniciadas atividades com uma equipe pedagógica com vistas à sua reativação. Ela foi incluída no roteiro do Museu de Percurso do Negro em Porto Alegre, mas até 2021 ainda não havia sido instalado um marco sinalizador.